# Station Baroncourt
Station is een spoorwegstation in de Franse gemeente Dommary-Baroncourt.